# Чичеринская улица
Чиче́ринская улица — улица в городе Петергофе Петродворцового района Санкт-Петербурга. Проходит от Гостилицкого шоссе до Университетского проспекта. Далее продолжается как Гостилицкая улица.
Название было присвоено 23 ноября 1970 года в честь советского государственного деятеля Г. В. Чичерина, окончившего историко-филологический факультет Петербургского университета.

## Застройка
- дом 2 — жилой дом (2014) — первое здание на чётной стороне, получившее адрес по Чичеринской улице[2]
- дом 3, корпус 1 — жилой дом (1976[3])
- дом 3, корпус 2 — жилой дом (1976[3])
- дом 5, корпус 1 — жилой дом (1976[3])
- дом 5, корпус 2 — жилой дом (1977[3])
- дом 7, корпус 1 — жилой дом (1980[3])
- дом 9, корпус 1 — жилой дом (1981[3])
- дом 9, корпус 2 — жилой дом (1981[3])
- дом 11, корпус 1 — жилой дом (1981[3])
- дом 11, корпус 2 — жилой дом (1980[3])
- дом 11, корпус 3 — жилой дом (1957[3])
- дом 13, корпус 1 — жилой дом (1987[3]
- дом 13, корпус 2 — жилой дом (1958[3])
- дом 13, корпус 3 — жилой дом (1958[3])

## Перекрёстки
- Университетский проспект
- Старо-Гостилицкое шоссе
- Ботаническая улица
- Гостилицкое шоссе